# PGC 143641
LEDA/PGC 143641 ist eine Galaxie im Sternbild Walfisch südlich der Ekliptik. Sie ist schätzungsweise 289 Millionen Lichtjahre von der Milchstraße entfernt und hat einen Durchmesser von etwa 55.000 Lichtjahren. Möglicherweise bildet sie gemeinsam mit NGC 163 ein gebundenes Galaxienpaar.
Im selben Himmelsareal befinden sich u. a. die Galaxien NGC 151, NGC 155, NGC 165, PGC 143637.